# Médersa Ennakhla

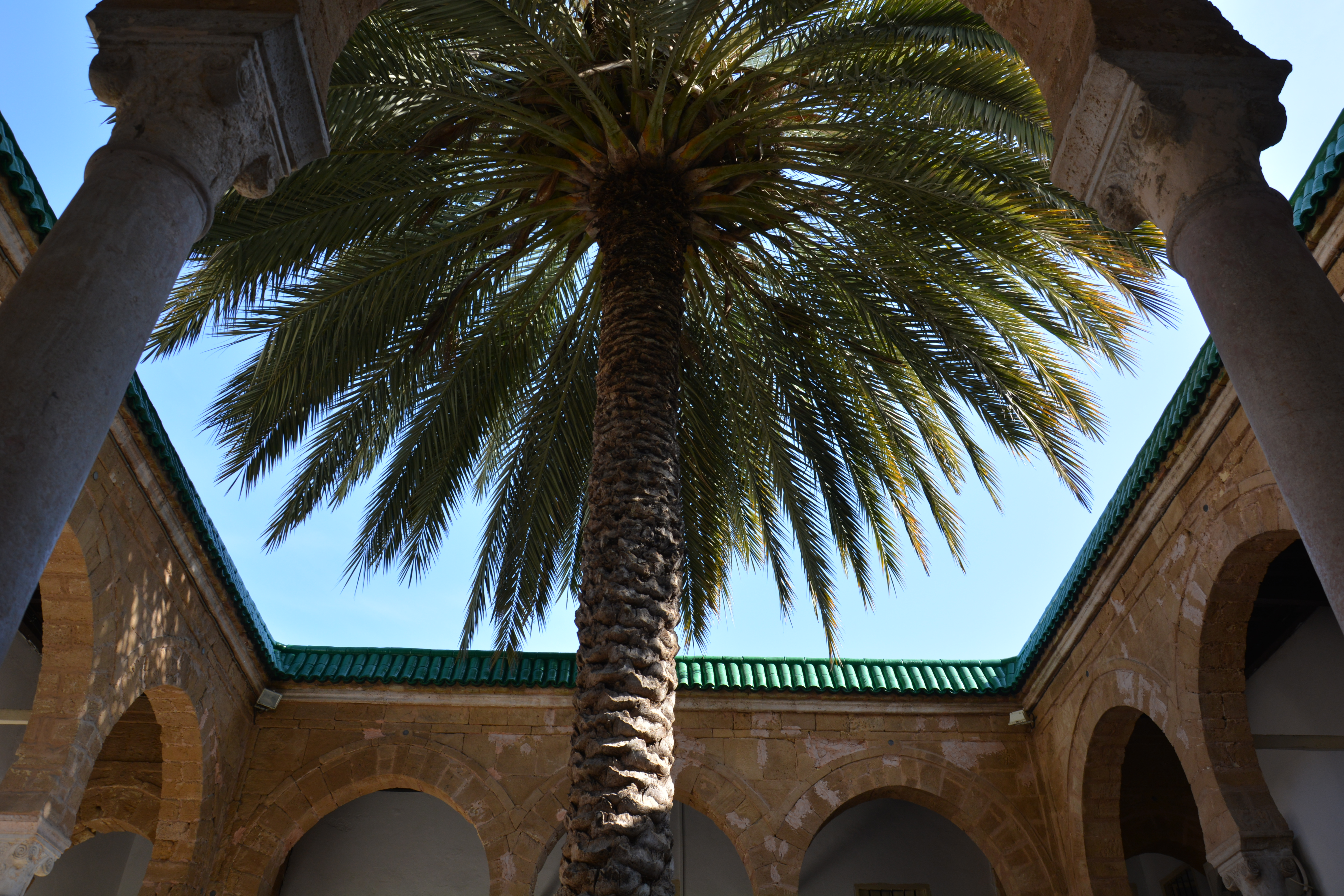
Image montrant le palmier au centre du patio, symbole de la médersa Ennakhla.

La médersa Ennakhla ou médersa du Palmier (arabe : مدرسة النخلة) est l'une des médersas de la médina de Tunis. Elle tire son nom d'un palmier qui se trouvait dans le jardinet et encore visible de nos jours au centre du patio.

## Localisation
Elle se trouve non loin de la mosquée Zitouna, plus précisément dans le souk des Libraires ou souk El Koutbiya. Elle est édifiée sur l'emplacement d'un fondouk où l'on vendait du vin. Non loin de cette médersa se trouvent la médersa Slimania et la médersa El Bachia. Les trois écoles forment ainsi un noyau assurant l'enseignement et l'hébergement des étudiants de l'Université Zitouna.

## Histoire

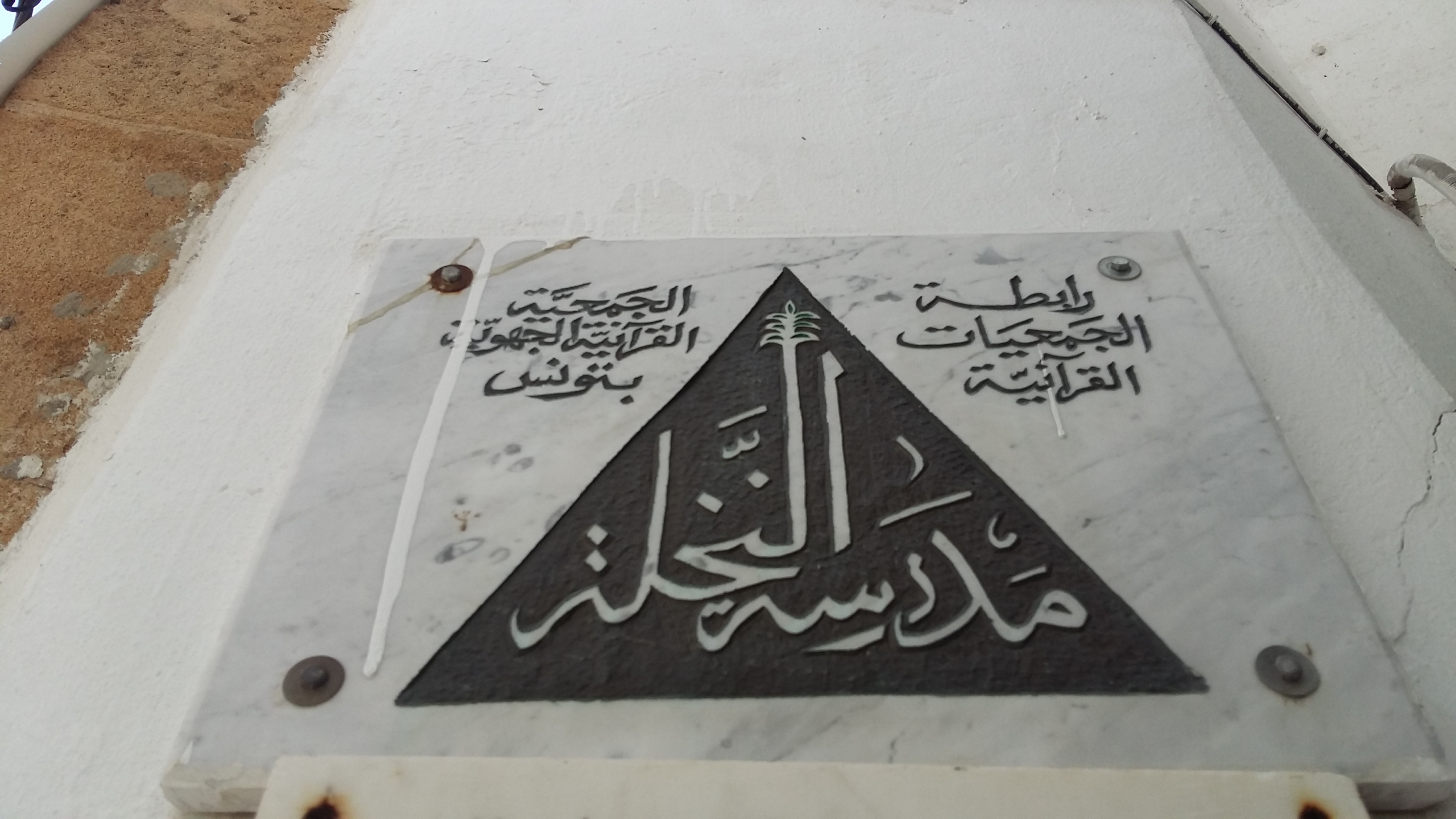
Plaque en marbre indiquant le nom de la médersa.

La médersa Ennakhla est la seconde médersa fondée par Hussein Ier Bey et construite en 1714. Elle présente un intérêt archéologique et historique certain : son architecture simple répond à la typologie traditionnelle d'un équipement d'enseignement et d'hébergement. Première des trois médersas à être construite, c'est la médersa la plus proche de la Zitouna.
Depuis sa restauration en 1979 par l'Institut national d'art et d'archéologie, elle est en bon état de conservation et a été réaffectée en école coranique.

## Description

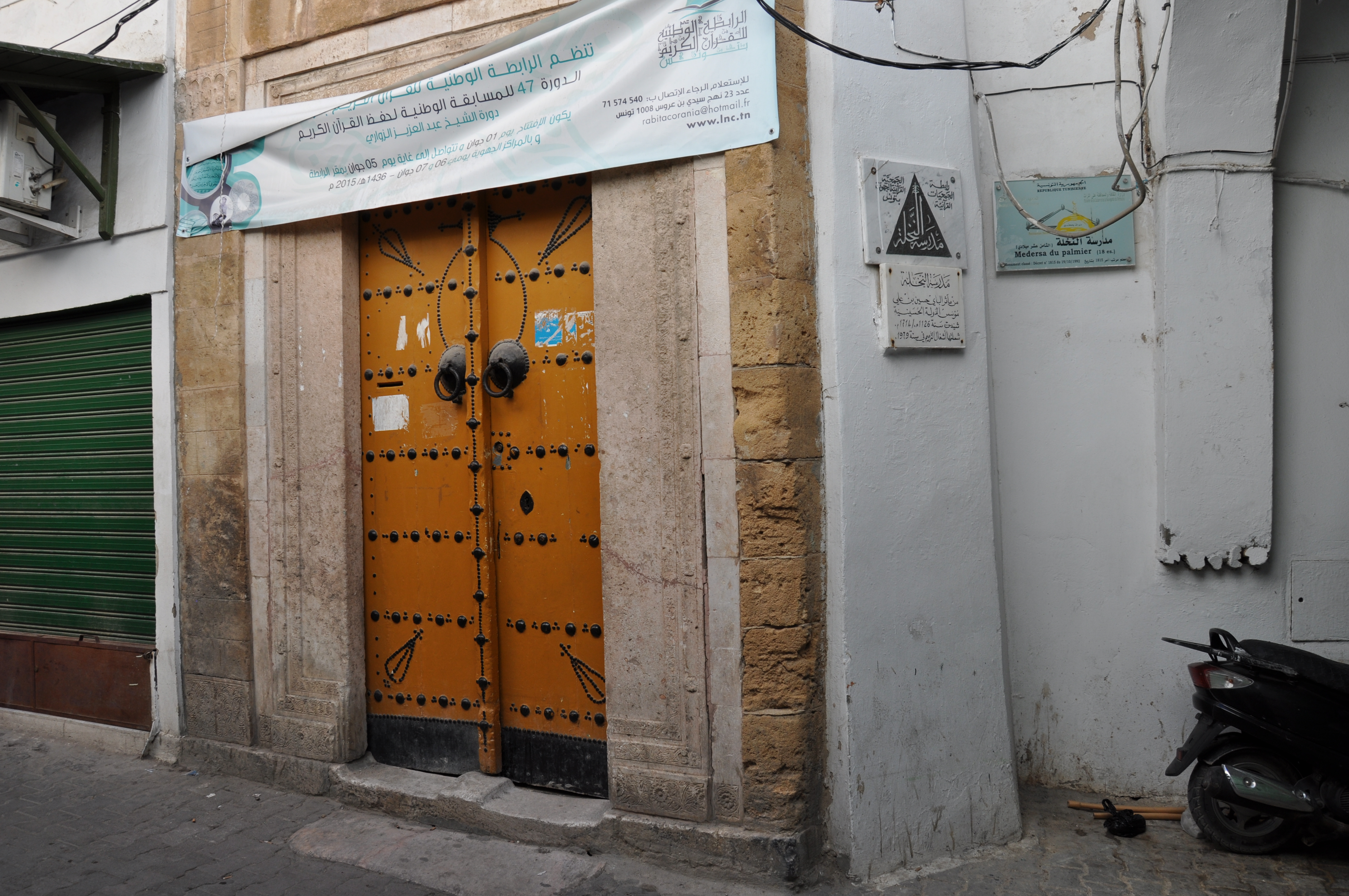
Porte de la médersa.

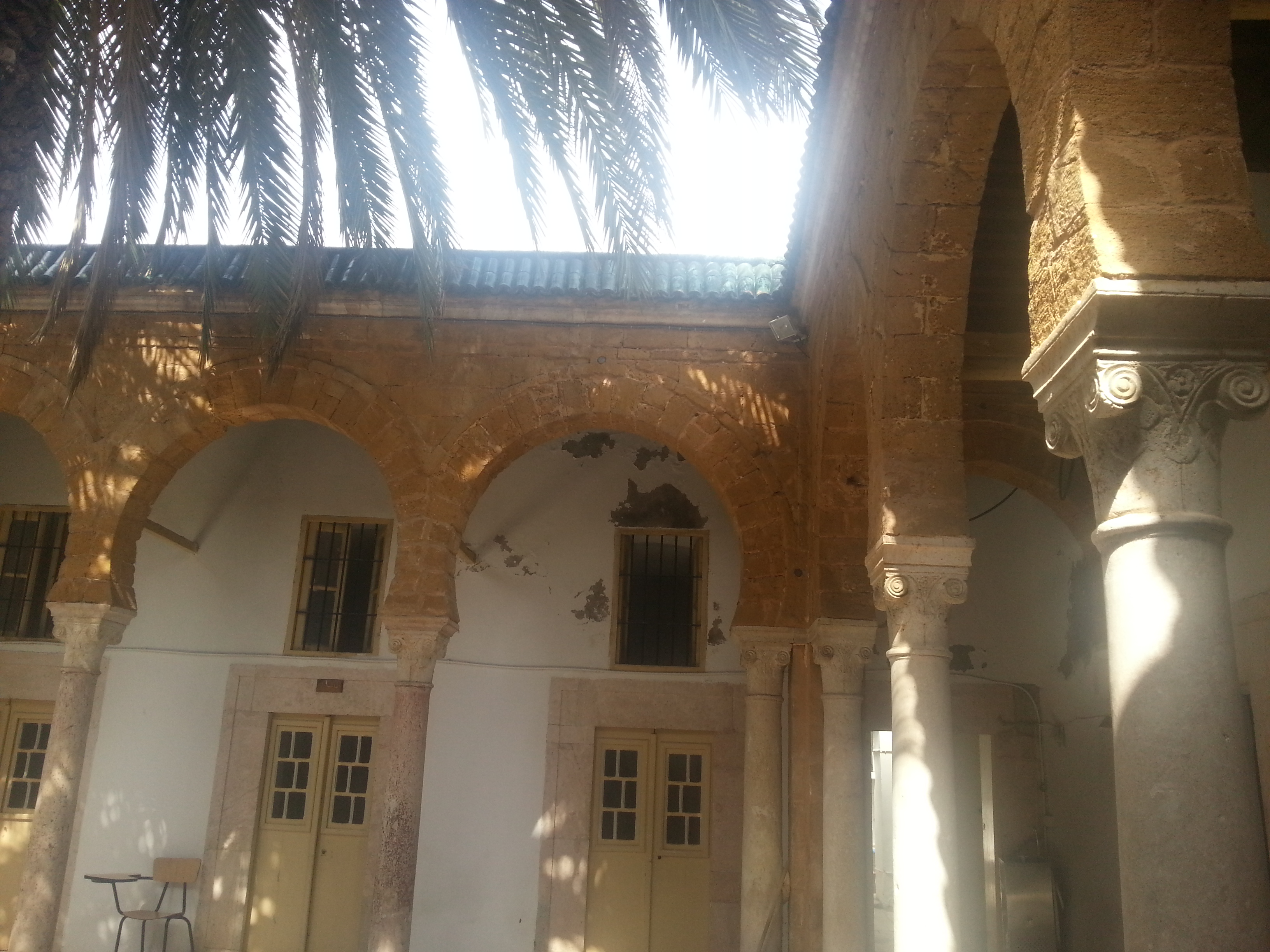
Disposition des chambres dans le patio.

Elle se compose principalement d'une entrée, d'un patio, de douze chambres et d'une salle de prière (masjid).
L'entrée se compose d'une porte en bois à deux vantaux. L'encadrement interne est en pierre calcaire (kadhal) alors que le second est en hirsh[Quoi ?]. L'entrée comporte aussi deux vestibules (skifas), une première de forme rectangulaire avec un plafond plat en bois (deux solives apparentes) et une deuxième à laquelle on accède par une porte dans le mur gauche de la première ; elle est de plus petite dimension et couverte par une voûte d'arête.
Le patio accueille un portique en arcs brisés élevés sur colonnes de pierre à chapiteaux turcs qui courent sur les quatre côtés d'une cour presque carrée. Les portiques sont recouverts de pierres d'El Haouaria. Chaque portique comprend trois arcs taillés dans cette même pierre. Une corniche en tuiles vernissées cernent la partie supérieure du patio.
Les chambres, au nombre de douze, sont de dimensions différentes et entourent le patio sur trois côtés. Elles s'ouvrent par des portes encadrées simplement par la pierre calcaire. De petites fenêtres surmontant les portes y amènent ventilation et éclairage.
Le fondateur de la médersa, Hussein Ier Bey, a soigné la salle de prière en le dotant d'une ornementation riche, avec du plâtre sculpté sur les murs et le soin apporté au mihrab. En outre, la façade précédant la salle est la plus importante du patio car c'est en son centre que s'ouvre la porte principale. Cette dernière, de forme rectangulaire, est couverte par des voûtes d'arête. La partie haute des murs présente une décoration en plâtre sculpté, avec une étoile à huit branches flanquée de part et d'autre d'une pomme de pin. Dans l'axe du mur du fond se creuse en cul-de-four la niche du mihrab couverte d'une demi-coupole que parcourt un décor en stuc.

## Sources
- Document de l'Association de sauvegarde de la médina de Tunis[réf. incomplète]